# Aeroportul Internațional Campo Grande
Aeroportul Internațional Campo Grande (IATA: CGR, ICAO: SBCG) este un aeroport din Mato Grosso do Sul, Brazilia ce deservește zona Campo Grande. Aeroportul a fost tranzitat în 2022 de 1.357.118 pasageri. A fost deschis în 1953 și numit după zona deservită.
Situat la o altitudine de 559 m, aeroportul dispune de 1 pistă. Este operat de Infraero⁠(d).

## Infrastructură

### Piste
Aeroportul dispune de o singură pistă. Pista 6/24 are suprafața de asfalt și dimensiunile 2.600 m × 43 m. 